# Hegang
Hegang is een stadsprefectuur in de noordelijke provincie Heilongjiang, Volksrepubliek China. Hegang is ook een stad en heeft 654.000 inwoners.